# كأس السوبر المصري 2014
كأس السوبر المصري 2014 هو النسخة الثانية عشر من بطولة كأس السوبر المصري، وهي بطولة تقام سنويًا بين بطل الدوري المصري الممتاز وبطل كأس مصر في آخر موسم للبطولتين. فاز الأهلي (بطل الدوري) على الزمالك (بطل الكأس) بركلات الجزاء بعد التعادل السلبي 0–0، ليحرز الأهلي بذلك لقبه الثامن والثالث على التوالي.

## المباراة
| الأهلي | 0–0   | الزمالك |
| ------ | ----- | ------- |
|        | تقرير |         |